# 하버드 경영대학원
하버드 비즈니스 스쿨(Harvard Business School, HBS)은 미국 하버드 대학교의 경영대학원으로 1908년 세계 최초로 2년 MBA(경영학 석사) 과정을 제공하기 시작했다. 세계 최고의 경영대학원 중 하나이다.
하버드 비즈니스 스쿨의 MBA 과정 입학은 스탠퍼드와 더불어 세계에서 가장 어렵다. 2013-2014 입시기간의 경우 9,543명의 지원자 중 12%만이 합격하였고 이들 중 89%인 936명이 입학하였다. 2014년 가을에 입학한 MBA 신입생들의 GMAT 점수 중간값은 730점이고 평균 학부 GPA는 3.67이다.
하버드 비즈니스 스쿨 MBA 졸업생들은 졸업 직후 주로 컨설팅, 금융이나 기술 분야에 종사한다. 졸업후 3년뒤 평균연봉은 세계 경영대학원 중 가장 높다. 또한 현재까지 하버드 비즈니스 스쿨은 세계 경영대학원 중 가장 많은 포춘 500 대기업 CEO를 배출했다.

## 순위
2016년 《U.S. 뉴스 & 월드 리포트》 미국 경영대학원 순위에서 단독 1위, 2013년 《포브스》 미국 경영대학원 순위에서 3위, 2012년 《블룸버그 비즈니스위크》 미국 경영대학원 순위에서 2위, 2013년 《포엣츠&콴츠》의 미국 경영대학원 순위에서 단독 1위를 차지했다.
《파이낸셜 타임즈》 세계 경영대학원 순위에서는 해마다 단독 세계 1위에 선정되고 있다.

## 역사
- 1908년 : 세계 최초의 MBA 과정을 제공하는 경영대학원으로 하버드 비즈니스 스쿨이 설립되었다.
- 1922년 : 박사과정이 신설되었고 하버드 비즈니스 리뷰가 창간되었다.
- 1924년 : 기본 교육 방법으로 사례연구법(case method)이 확립되었다. 경영대학원 캠퍼스가 완공되었다.
- 1945년 : 60여 명의 중역들과 은퇴한 전문가들이 참가한 가운데 첫 번째 심화 교육 프로그램을 시작했다.
- 1959년 : 하버드-래드클리프 경영학 프로그램의 여자 졸업생을 본 대학원 MBA 2학년으로 승인하였다.
- 1993년 : 하버드 비즈니스 출판사(Harvard Business Publishing)가 하버드 대학교의 완전소유 자회사가 되었다.
- 1997년 ~ 2006년 : 실리콘 밸리에 글로벌 리서치 센터를 개소하였고, 다른 지역 연구 센터를 개소하였다.[10]

## 동문

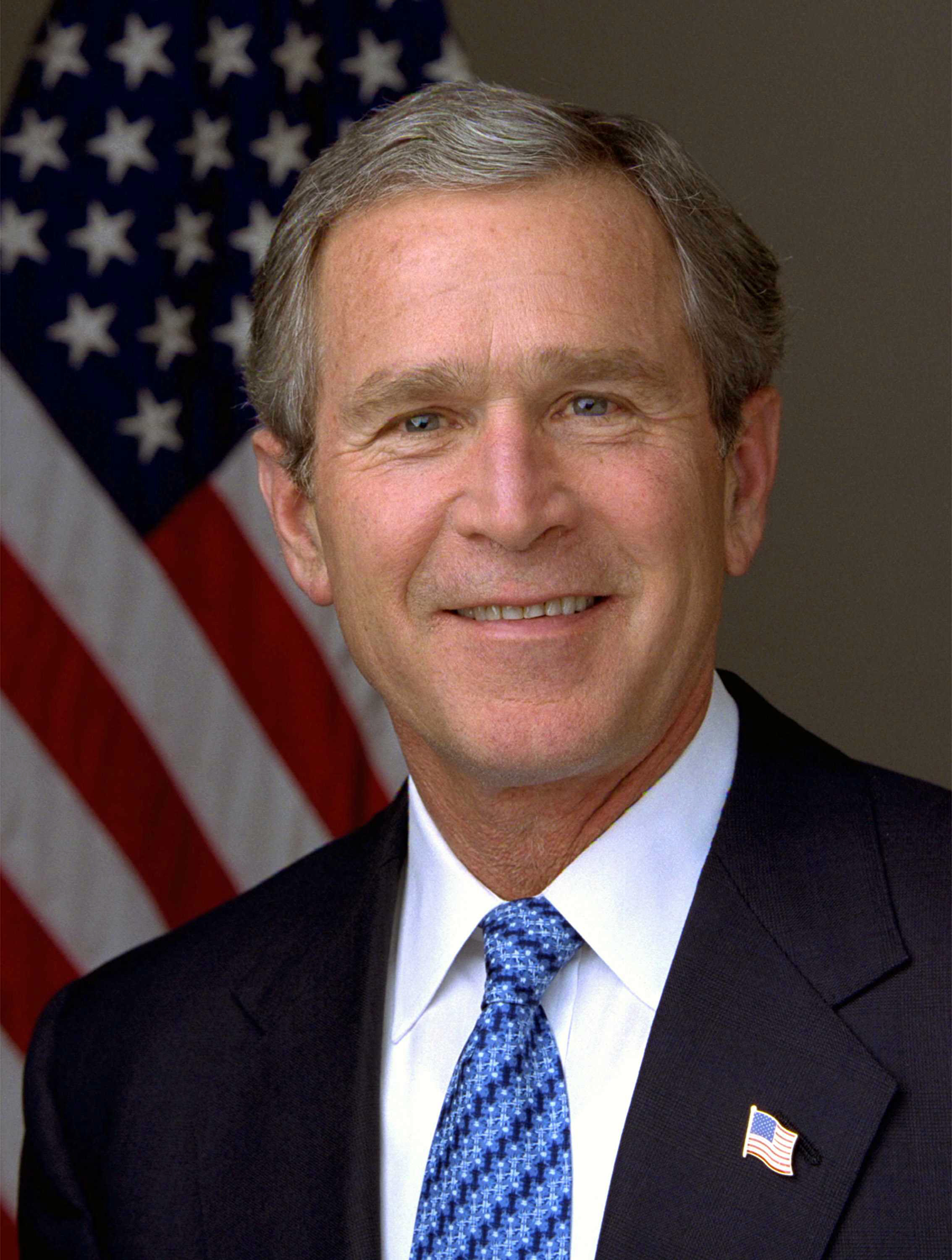
조지 W. 부시

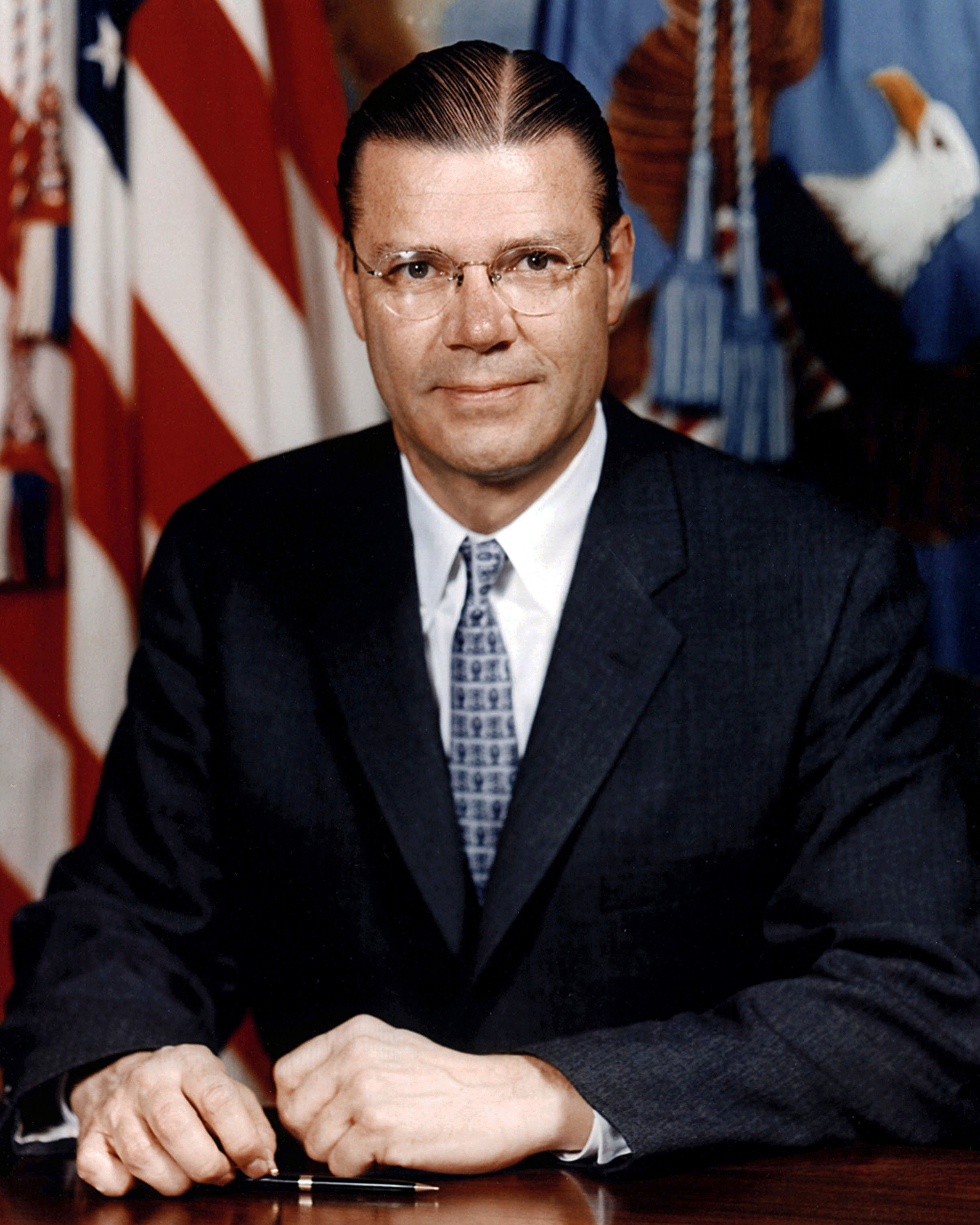
로버트 맥나마라

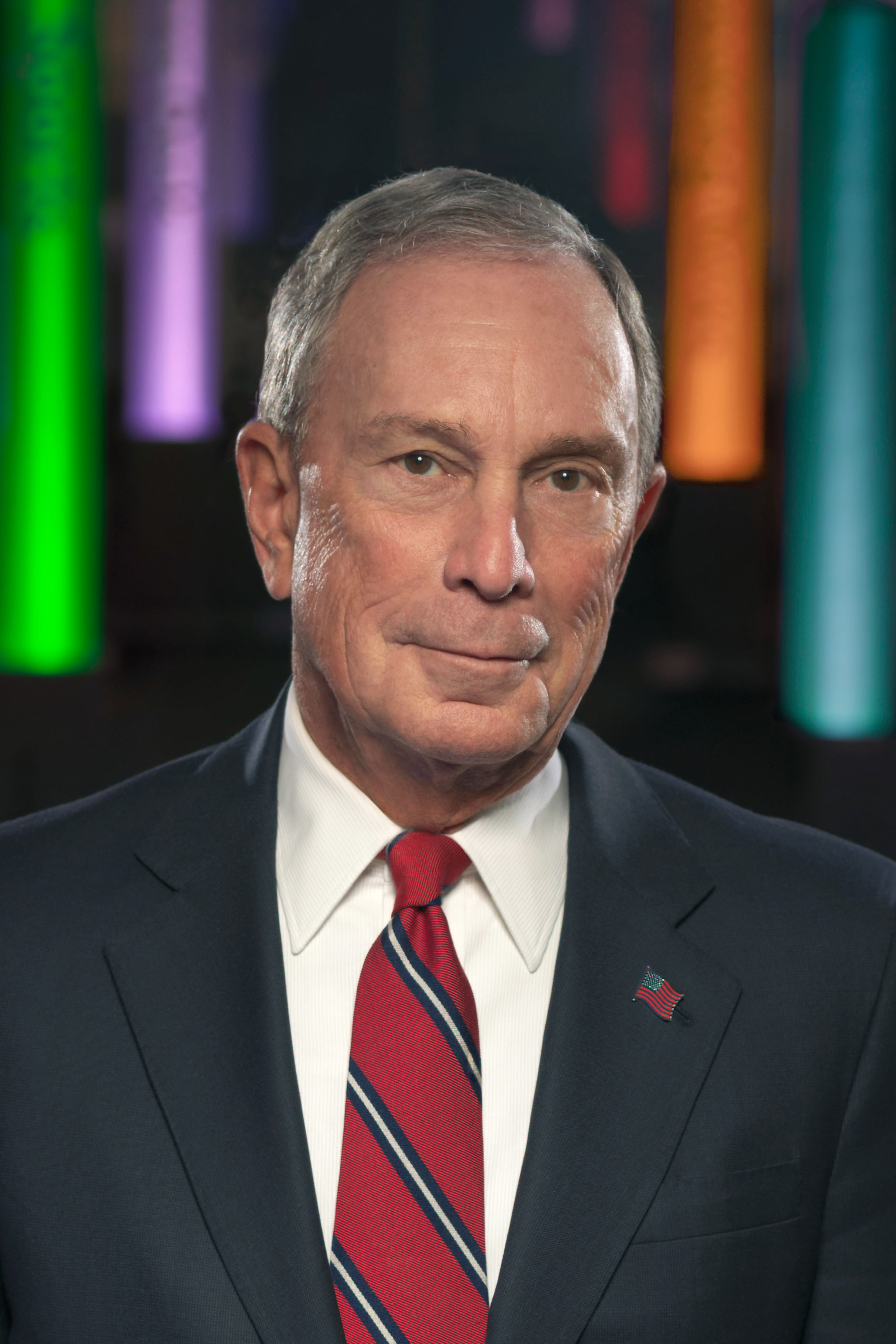
마이클 블룸버그

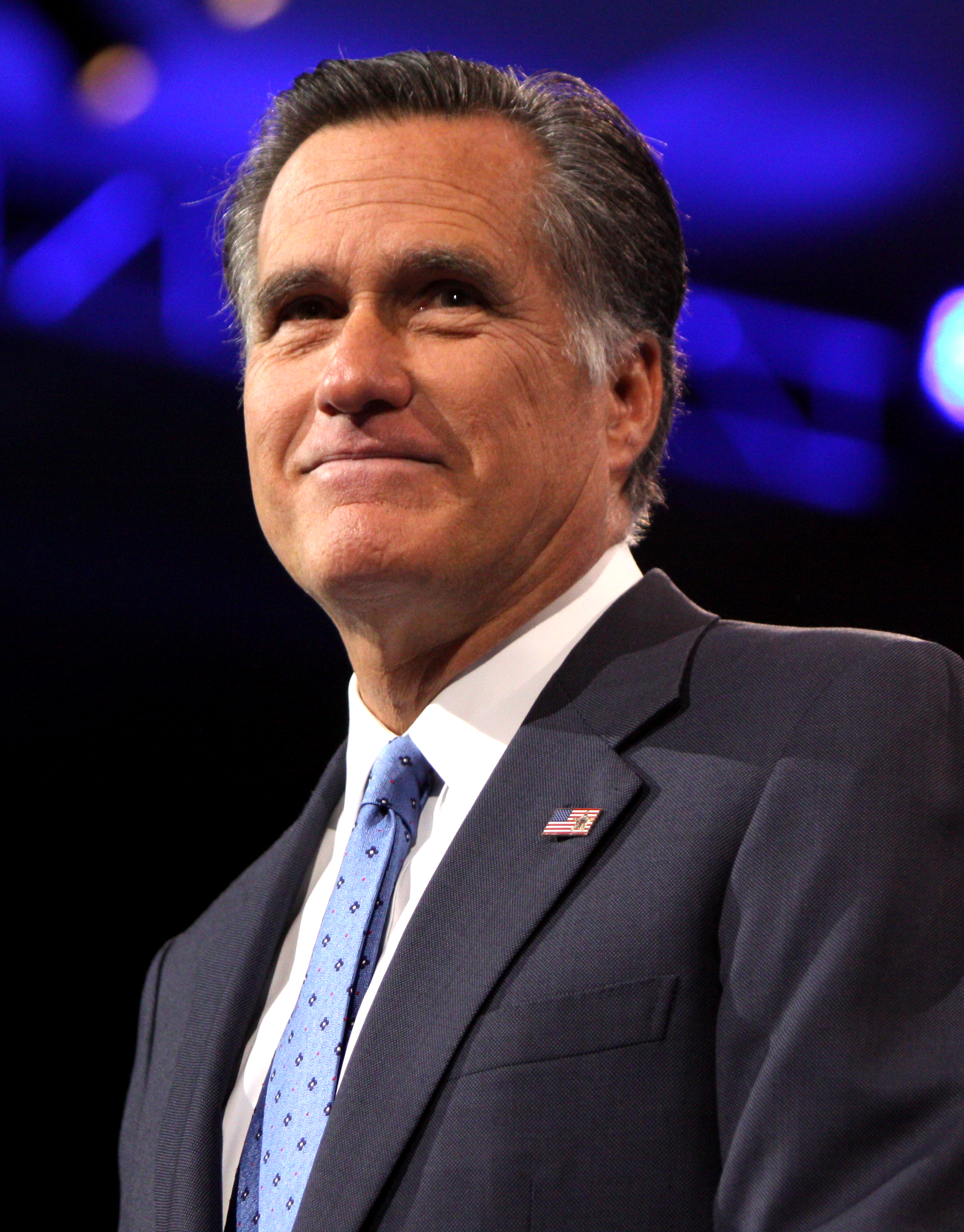
밋 롬니

- 조지 W. 부시 미국 대통령 2001-2009
- 비센테 폭스 멕시코 대통령 2000-2006
- 안토니스 사마라스 그리스 총리 2012-
- 로버트 맥나마라 미국 국방장관 1961-1968
- 헨리 폴슨 미국 재무장관 2006-2009, 골드만 삭스 CEO 1999-2006
- 폴 브레머 이라크 미군정 최고 행정관 2003-2004, 주네덜란드 미국대사 1983-1986
- 가비 아슈케나지 이스라엘 방위군 참모총장 2007-2011
- 밋 롬니 매사추세츠주 주지사 2003-2007
- 마이클 블룸버그 뉴욕 시 시장 2002-2013, 블룸버그 L.P. 창업자
- 아지트 자인 버크셔 해서웨이 부회장 2018-
- 마빈 바우어 맥킨지 & 컴퍼니의 실질적인 설립자
- 라자트 굽타 맥킨지 & 컴퍼니 CEO 겸 회장 1994-2003
- 브루스 헨더슨 보스턴 컨설팅 그룹 창업자
- 리치 레서 보스턴 컨설팅 그룹 CEO 겸 사장 2013-
- 오릿 가디시 베인 & 컴퍼니 회장 2004-
- 제이미 다이먼 JP모건 체이스 CEO 겸 사장 겸 회장 2005-
- 폴 아크라이트너 도이체 방크 회장 2012-
- 스티븐 슈워츠먼 블랙스톤 그룹 공동창업자
- 로버트 카피토 블랙록 공동창업자
- 제롬 콜버그 KKR 공동창업자
- 대니얼 다니엘로 칼라일 그룹 공동창업자
- 레이 달리오 브리지워터 어소시에이츠 창업자
- 루 거스너 IBM CEO 겸 회장 1993-2002
- 메그 휘트먼 휴렛 팩커드 CEO 겸 사장 2011-
- 제임스 맥너니 보잉 CEO 겸 회장 2006-
- 제프리 이멜트 제너럴 일렉트릭 CEO 겸 회장 2001-
- 팀 솔소 제너럴 모터스 회장 2014-
- 마크 필즈 포드 모터 컴퍼니 CEO 겸 사장 2014-
- 라탄 타타 타타그룹 회장 1991-2012
- 로버트 크래프트 크래프트 그룹 창업자
- 조너선 크래프트 크래프트 그룹 COO 겸 사장
- 셰릴 샌드버그 페이스북 COO
- 토마스 티어니 이베이 회장 2015-
- 마이클 린턴 소니 픽처스 엔터테인먼트 회장 겸 CEO 2004-
- 로베르 루이드레퓌스 아디다스 CEO 겸 회장 1994-2001
- 이재용 삼성전자 부회장 2012-
- 마크 핀커스 징가 공동창업자
- 진 홀 가트너 CEO 2004-
- 미키타니 히로시 라쿠텐 창업자, 현 CEO 겸 회장
- 윤여을 소니 코리아 사장 2005-2010
- 김범석 쿠팡 창업자, 현 CEO
- 조용범 메타 아시아지역 현 사장 2018-
- 비토리오 콜라오 보다폰 그룹 CEO 2008-
- 제프리 스킬링 엔론 COO 겸 사장 1997-2001
- 에이미 후드 마이크로소프트 CFO 2013-
- A. G. 래플리 프록터 앤드 갬블 회장, 사장 겸 CEO 2000-
- 스티브 버크 NBC유니버설 사장 겸 CEO 2011-
- 마이클 포터 경영학자
- 스티븐 코비 작가, 경영 전문가
- 살만 칸 온라인 교육가
- 댄 브리클린 스프레드시트 발명가
- 김민성 메창 겸 CE0 2025~

## 학장
- 1908년-1919년: 에드윈 프란시스 게이(Edwin Francis Gay)
- 1919년-1942년: 월리스 브렛 돈햄(Wallace Brett Donham)
- 1942년-1955년: 도널드 K. 데이비드(Donald K. David)
- 1955년-1962년: 스탠리 F. 틸(Stanley F. Teele)
- 1962년-1970년: 조지 P. 베이커(George P. Baker)
- 1970년-1980년: 로렌스 E. 포레이커(Lawrence E. Fouraker)
- 1980년-1995년: 존 H. 맥아더(John H. McArther)
- 1995년-2005년: 킴 B. 클락(Kim B. Clark)
- 2005년-2010년: 제이 O. 라이트(Jay O. Light)
- 2010년- : 니틴 노리아(Nitin Nohria)

## 같이 보기
- 하버드 비즈니스 리뷰

## 참고
1. ↑  HBS MBA Admissions - Class Profile
2. ↑  Harvard Business School Class of 2015 Industry Statistics
3. ↑  Financial Times Global MBA Ranking
4. ↑  Schools With Most Fortune 500 CEOs
5. ↑  Best Business School Ranking
6. ↑  Forbes The Best Business Schools 2013
7. ↑  Bloomberg Businessweek Rankings 2012
8. ↑  “Poets&Quants Rankings 2013”. 2014년 4월 26일에 원본 문서에서 보존된 문서. 2014년 4월 26일에 확인함.
9. ↑  “Business school rankings Global MBA 2014”. 2014년 1월 28일에 원본 문서에서 보존된 문서. 2014년 4월 26일에 확인함.
10. ↑  아시아태평양(1999년), 라틴 아메리카(2000년), 일본(2002년), 유럽(2003년), 인도(2006년)